# Кваран, Кадль
Кадль Оулафссон Кваран (исл. Karl Ólafsson Kvaran; 17 ноября 1924, Бордейри, Нордюрланд-Вестра — 9 августа 1989, Рейкьявик) — исландский художник. Считается одним из основных представителей геометрической абстракционистской школы живописи в Исландии начала шестидесятых годов. Его смелое использование насыщенных цветов в сочетании с графическими навыками делает его связующим звеном между французской абстрактной живописью и минимализмом, абстракцией и поп-артом.

## Жизнь и творчество
Кадль родился в селении Бордейри на берегу Хрута-фьорда, в семье телефонного мастера Оулафюра Йоусефсона Кварана и его жены, домохозяйки Ингибьёрг Элисабет Бенедиктсдоуттир. Его отец был племянником известного исландского писателя Эйнара Кварана, а мать — родной тёткой премьер-министра Гейра Хадльгримссона.
После окончания школы в Бордейри Кадль покинул родной дом и уехал в Рейкьявик, где в 1939 году устроился учеником и помощником у художников Мартейдна Гвюдмюндссона и Бьёдна Бьёднссона. Затем с 1941 по 1942 учился в вечерней художественной школе у Йоуханна Бриема и Финна Йоунссона. В 1942–45 годах учился в Школе ремесел и изящных искусств в Рейкьявике, в 1945-1948 в Датской королевской академии изящных искусств, а в 1945-1949 в частной художественной школе у датского художника Петера Рострупа Бойсена.
В начале своей карьеры в 1942–1952 годах Кадль работал в посткубистском стиле, находясь под влиянием абстрактного искусства исландских художников Свавара Гвюднасона и Торвальдюра Скуласона. На его строго составленных картинах четкая двухмерная поверхность изображения с простыми формами и цветами исключала всякую глубину и размерность, а «чеканная» текстура поверхности была создана с помощью регулярных резких мазков. 
Затем в начале 1950-х годов Кадль отказался от фигуративного посткубистского искусства в пользу геометрической абстракции. Его работы стали крупнее, прямые линии сменились изогнутыми линиями и даже кругами, а форма стала более динамичной и ритмичной. Кроме того, он начал использовать чистые и мощные цветовые сочетания для создания двухмерных геометрических форм. Тем самым Кадль стал первым из исландских художников, внесших свой вклад в развитие геометрической абстракционистской школы живописи в Исландии.
Между 1958 и 1970 годами структура его картин и рисунков стала более расслабленной, прямые линии заменились более ритмичным взаимодействием изогнутых и круглых форм. После 1970 года Кадль начал писать маслом гораздо более крупные произведения. Статические формальные формы были заменены более плавными конструкциями интенсивных оттенков красного, желтого и синего цветов, сопровождаемых областями черного и белого цветов. Этот стиль Кадля достиг апогея своего развития примерно в 1979 году, когда его работы стали характеризоваться бережливостью рисунка наряду со все более сложным взаимодействием измерений.